# Municipio de Oconeechee
El municipio de Oconeechee (en inglés: Oconeechee Township) es un municipio ubicado en el  condado de Northampton en el estado estadounidense de Carolina del Norte. En el año 2010 tenía una población de 2.153 habitantes.

## Geografía
El municipio de Oconeechee se encuentra ubicado en las coordenadas 36°25′49.55″N 77°32′45.92″O / 36.4304306, -77.5460889.